# Cisterna àrab de Quart de Poblet
La Cisterna  àrab de Quart de Poblet és un antic dipòsit d'aigua situat a la plaça de l'Església de Quart de Poblet. És bé d'interès cultural des de l'1 de juny de 1981

## Descripció
L'edifici es divideix en dues parts amb funcions diferents. Per una banda, hi ha una escala que dona accés a la font en la qual es carregava l'aigua. Per altra banda, està el dipòsit pròpiament dit, el qual és una sala rectangular coberta per volta de canó i amb dues obertures per a l'entrada de l'aigua.
El dipòsit estava revestit amb calç, revestiment que es renovava, per motius higiènics, anualment a l'estiu. El conjunt està excavat i sota el nivell del carrer. Arriba a set metres sota la plaça de l'Església. L'escala és de 20,85 m de longitud, de 2 a 2,5 d'ample i 2,7 de llum. Les dimensions de la cisterna són 15,25 per 6,5 metres, i set metres d'altura. Tant l'escala com el dipòsit estan coberts per una volta de canó. El terra de les escales i la cisterna estan construïts amb maó de fang cuit. A l'inici del segle xxi hi ha una nova obertura que connecta la cisterna amb l'exterior per permetre el seu ús com sala d'exposicions.

## Història
L'origen de la cisterna s'atribueix segons diferents fonts als visigots (segle vii) o als musulmans.